# 上克爾默楚尤鄉
上克爾默楚尤鄉（羅馬尼亞語：Comuna Călmățuiu de Sus, Teleorman），是位於羅馬尼亞南部的鄉份，由特列奧爾曼縣負責管轄，面積57平方公里，海拔高度91米，2007年人口2,401，人口密度每平方公里42人。